# Dumara
Dumara (nep. दुमरा) – gaun wikas samiti w zachodniej części Nepalu w strefie Lumbini w dystrykcie Kapilvastu. Według nepalskiego spisu powszechnego z 2001 roku liczył on 635 gospodarstw domowych i 5132 mieszkańców (2424 kobiet i 2708 mężczyzn).